# Nicholas Pike
Nicholas H. Pike (* 1955 in Water Orton, Warwickshire, England) ist ein britischer Komponist.

## Leben
Nachdem Nicholas H. Pike im Alter von sieben Jahren an der renommierten Canterbury Cathedral Choir School aufgenommen wurde, erlernte er nicht nur den Gesang, sondern auch das Flöten- und Klavierspiel. Seine Familie zog in der Folgezeit nach Südafrika, wo er im Chor der St. George’s Cathedral in Kapstadt sang und mit dem Cape Town Symphony Orchestra spielte. Nachdem er mit der südafrikanischen Band Hammak gespielt hatte und mit Musikstilen wie Rhythm and Blues und Jazz in Berührung gekommen war, entschloss er sich nach seinem Schulabschluss in den USA am Berklee College of Music zu studieren. Während seiner Studienzeit spielte er Flöte sowohl in Boston als auch in New York City in unterschiedlichen Bands und mit bekannten Musikern, wie Bill Frisell, Billy Hart, Hank Roberts, Bill Connors, Naná Vasconcelos und Kenny Werner.
Mit dem London Symphony Orchestra nahm Pike 1985 das Stück Master Herold and the Boys auf und mit dem Orchester der Abbey Road Studios spielte er 1986 für den Horrorfilm Nacht-Schicht seine erste Filmmusik ein. Anschließend komponierte er für bekannte Kinoproduktionen wie Critters 2 – Sie kehren zurück, Captain Ron und Angriff der 20-Meter-Frau.

## Filmografie (Auswahl)
- 1987: Nacht-Schicht (Graveyard Shift)
- 1988: Critters 2 – Sie kehren zurück (Critters – The Main Course)
- 1990: Im Banne des Grauens (I’m Dangerous Tonight)
- 1992: Captain Ron
- 1992: Geheime Leidenschaft (The Secret Passion of Robert Clayton)
- 1992: Schlafwandler (Sleepwalkers)
- 1992: Unberechenbar (Perfect Family)
- 1993: Angriff der 20-Meter-Frau (Attack of the 50 Ft. Woman)
- 1994: Mac Millionär – Zu clever für ’nen Blanko-Scheck (Blank Check)
- 1995: Amnesie – Mörderische Erinnerung (In the Shadow of Evil)
- 1995: Das Zeitexperiment (W.E.I.R.D. World)
- 1995: Entführt und vergraben (A Child Is Missing)
- 1997: Ghosts
- 1997: American Dreamer – Charmante Lügner (Telling Lies in America)
- 1997: The Shining (Stephen King’s The Shining)
- 1998: Pizza für eine Leiche (Delivered)
- 1999: Unantastbar – Unsere ehrwürdigen Söhne (Our Guys: Outrage at Glen Ridge)
- 2000: Zurück zu Dir (Return to Me)
- 2000: Felix (Drôle de Félix)
- 2002–2004: Alles dreht sich um Bonnie (Life with Bonnie, Fernsehserie, 42 Folgen)
- 2002: FearDotCom
- 2002: Virginias großes Rennen (Virginia’s run)
- 2004: Riding the Bullet (Riding the Bullet – The dead travel fast)
- 2004: The I Inside – Im Auge des Todes (The I Inside)
- 2005: Checking Out – Alles nach meinen Regeln (Checking Out)
- 2006: Desperation (Stephen King’s Desperation)
- 2006: Baghdad ER (Dokumentation)
- 2007: The Contractor – Doppeltes Spiel (The Contractor)
- 2009: Blood and Bone
- 2009: Wrong Turn at Tahoe
- 2011: Stephen Kings Bag of Bones (Bag of Bones)
- 2013: Devil May Call
- 2016: For the Love of Spock (Dokumentarfilm)
- 2018: Odds Are